# Kakistocrație
Kakistocrație reprezintă în politologie o guvernare de oamenii cei mai nepotriviti.

## Etimologie
Cuvântul de origine străină este derivat din greacă veche κάκιστος (kákistos = cel mai prost), superlativul cuvântului greacă veche κακός (kakós = rău) și greacă veche κρατία ("kratia" = a conduce). Inițial, termenul, a fost folosit ca un antonim pentru aristocrație, guvernare de cei mai potriviți oameni.

## Istoria cuvantului și folosința lui
Prima întrebuințare este necunoscută. Cu toate acestea, termenul este întâlnit în a doua jumătate a secolului al 18-lea. 
August Ludwig von Schlözer publică în 1783 o traducere din anul 1782, a publicației "kakistrocatie olandeză". Abraham Gotthelf Kastner a plasat kakistocrația în epigrama, Gedächtnißreime, vier Staats-Formen zu behalten, ca a patra formă din formele de guvernare.
De asemenea, Christoph Martin Wieland a văzut în Revoluția franceză, pericolul unei kakistocrații.
Un revival al termenului a fost cu alegerea lui Donald Trump că președinte al Statelor Unite și componența Cabinetului său.